# Karlsruher SC
Karlsruher SC ofte hentydet til som Karlsruhe SC er en tysk fodboldklub fra Karlsruhe i Baden. Klubben spiller i den næstbedste tyske række, 2. Bundesliga. I Danmark huskes klubben bedst, fordi Brøndby IF sensationelt slog den ud af UEFA Cuppen i 1997.

## Historie
Den nuværende klub blev til i 1952 som en fusion af KFC Phoenix (grundlagt 1894) og VfB Mühlburg. Den nye klub klarede sig godt og i 50'erne og 60'erne var den en solid magtfaktor i tysk fodbold, men i 1968 måtte klubben forlade den bedste række. I slutningen af 70'erne og begyndelsen af 80'erne rykkede klubben flittig op og ned uden nogensinde at få et ordentligt fodfæst i Bundesligaen.
I 1987 lykkedes det dog at vende tilbage under den karismatiske træner Winfried Schäfer. I starten af 90'erne blev det således til flere gode placeringer og dermed deltagelse i UEFA Cup. Det var i den forbindelse, at klubben mødte Brøndby IF i 1996/1997-sæsonen. I Parken vandt Karlsruhe med sikre 3-1, og alle troede, at de var gået videre, men på Wildparkstadion vandt BIF returopgøret med legendariske 5-0, hvilket sendte Karlsruhe ud. I 1998 måtte klubben forlade Bundesligaen og efter en sviptur i Regionalligaen i 2000/2001-sæsonen, lå klubben i toppen af 2. Bundesliga i seks sæsoner, før det i 2007 lykkedes at vende tilbage til Bundesligaen. Her spillede man de følgende to sæsoner, inden man i 2009 atter rykkede ned i den næstebedste liga.

## Titler
Tysk mester
- Vinder (1): 1909
- Sølv (1): 1956

Tysk pokalvinder
- Vinder (2): 1955, 1956
- Sølv (2): 1960, 1996

## Kendte spillere
- Thomas Hässler
- Mehmet Scholl
- Oliver Kahn
- Hakan Çalhanoğlu

## Danske spillere
- Ove Flindt Bjerg
- Hans Christian Bernat